# 觀彌勒菩薩上生兜率天經
《觀彌勒菩薩上生兜率天經》，略稱《觀彌勒上生經》，由劉宋居士沮渠京聲漢譯，收於大正藏經集部。《藏文大藏經》中也有收入藏譯本。
本經與《彌勒下生經》同為彌勒信仰的重要經典，敘述彌勒菩薩命終往生兜率天、在兜率淨土說法的情景、兜率天宮的殊勝、以及講述十善、念佛等往生兜率天的修行方法，並以此念佛功德可超越九十六億劫生死之罪，其敘述方式及內容與《觀無量壽經》相似。

## 題解
彌勒（Maitreya），常見的婆羅門姓氏，字根源自梵文Maitrī，慈愛之意。
上生，佛教謂行十善者，命終後轉生天界。

## 傳譯

### 漢譯本
本經漢譯時間大致在433年前後，地點在高昌；出經時間在439年北涼滅亡之後，地點在江東。譯經者沮渠京聲受教於佛大先Buddhasena禪師，是北涼沮渠氏士族，世代信奉佛教。

### 藏譯本
藏文譯本乃轉譯自漢文譯本。

### 英譯本
2021年，Lowell Cook將本經藏文本轉譯為英文。

## 內容
此經描述釋迦佛時，有一菩薩，即彌勒菩薩，又名「阿逸多」（ Ajita ），釋迦佛預言他「次當作佛」。阿逸多「具凡夫身，未斷諸漏」；「雖復出家，不修禪定，不斷煩惱」，在十二年後，會上至「兜率天」。 人間的人，如果「不厭生死，樂生天者，愛敬無上菩薩心者」，只要「持五戒、八齋、具足戒，身心清淨，不求斷結，修十善法」，死後也可以往生兜率天，親近彌勒菩薩。然後，五十六億年後，彌勒將從兜率天下生到人間「閻浮提」，「如彌勒下生經說」。

## 地位
中國彌勒信仰於晉時釋道安法師（314～385）首倡以來，逐漸盛行。初唐時在天台宗和法相宗高僧的推動和武則天的提倡下，民間「彌勒佛出世」的觀念廣為流傳，不少僧尼信士或期生兜率，或願與「龍華三會」，或誦念彌勒佛名。十九、二十世紀的中國秘密宗教猶深受彌勒信仰的影響。
提倡人間佛教的印順法師認為，彌勒淨土思想，是著重於實現人間淨土。往生兜率淨土的本意是為下生人間，為人間淨土的實現而努力，而不單純是為往生兜率淨土。

## 註解
- 隋．吉藏《彌勒經遊意》，一卷，大藏第三十八冊。
- 新羅．元曉《彌勒上生經宗要》，一卷，大藏第三十八冊。
- 唐．窺基《觀彌勒上生兜率天經贊》，二卷，大藏第三十八冊。
- 新羅．憬興《三彌勒經疏》（上生、下生、成佛經），各一卷，大藏第三十八冊。
- 宋．守千《彌勒上生經瑞應鈔科》，科一卷，鈔二卷，共三卷，卍續藏第三十五冊。
- 民國．太虛《觀彌勒菩薩上生兜率陀天經講要》見太虛大師全書十四冊。

## 外部連結
- 唐代彌勒信仰與佛教諸宗派的關係 （页面存档备份，存于）（汪娟）
- 敦煌初唐的彌勒經變 （页面存档备份，存于）（李玉珉）
- 佛說觀彌勒菩薩上生兜率天經講釋 （页面存档备份，存于）（釋常照）
- 新入藏刻本《观弥勒菩萨上生兜率陀天经》侧记 （页面存档备份，存于）（方广锠）
- 漢譯佛經中的彌勒信仰--以彌勒上、下經為主的研究 （页面存档备份，存于）（楊惠南）
- 中國早期的彌勒信仰 ---  以道安為主的探討（釋道昱）